# Krigsvold-Nunatakker
Die Krigsvold-Nunatakker sind eine kleine Gruppe von Nunatakkern im westantarktischen Marie-Byrd-Land. Sie ragen direkt am Kopfende des Strauss-Gletschers auf.
Der United States Geological Survey kartierte sie anhand eigener Vermessungen und Luftaufnahmen der United States Navy aus den Jahren von 1959 bis 1965. Das Advisory Committee on Antarctic Names benannte sie 1974 nach Alvin I. Krigsvold (1913–1994), Mitglied einer gemeinsamen Mannschaft der United States Army und United States Navy, die 1956 von der Station Little America V aus als Pioniertrupp vorbereitende Arbeiten zur Errichtung der Byrd-Station geleistet hatte.